# Polonia en los Juegos Olímpicos de Calgary 1988
Polonia estuvo representada en los Juegos Olímpicos de Calgary 1988 por un total de 32 deportistas que compitieron en 6 deportes.  
El portador de la bandera en la ceremonia de apertura fue el jugador de hockey sobre hielo Henryk Gruth. El equipo olímpico polaco no obtuvo ninguna medalla en estos Juegos.